# Lindhultsgöl
Lindhultsgöl är en sjö i Alvesta kommun i Småland och ingår i Lagans huvudavrinningsområde. Sjön är 4,5 meter djup, har en yta på 0,0763 kvadratkilometer och befinner sig 211,1 meter över havet.

## Delavrinningsområde
Lindhultsgöl ingår i det delavrinningsområde (633718-141555) som SMHI kallar för Utloppet av Grunnen. Medelhöjden är 213 meter över havet och ytan är 55,3 kvadratkilometer. Det finns inga avrinningsområden uppströms utan avrinningsområdet är högsta punkten. Bantabäck som avvattnar avrinningsområdet har biflödesordning 3, vilket innebär att vattnet flödar genom totalt 3 vattendrag innan det når havet efter 185 kilometer. Avrinningsområdet består mestadels av skog (78 procent). Avrinningsområdet har 0,78 kvadratkilometer vattenytor vilket ger det en sjöprocent på 1,4 procent.